# Культурний центр Вануату
17°44′43″ пд. ш. 168°19′03″ сх. д. / 17.74521° пд. ш. 168.31747° сх. д.
Культурний центр Вануату (біслама Вануату Кальйорал Сента або "VKS"; фр. Centre Culturel du Vanuatu), заснований у 1955 році, є національною культурною установою Вануату. Розташований у столиці — Порт-Віла.
З 1995 по 2006 рік VKS очолював Ральф Регенвану. З 2007 року і до свого звільнення в листопаді 2014 року директором був Абонг Марселін. Наразі виконувачем обов'язків директора є Амбонг Томпсон.

## Установа
Описуючи себе як "організацію, яка працює над реєстрацією та популяризацією різноманітних культур" Вануату, Культурний центр Вануату виконує роль національного органу зі збереження, захисту та популяризації різних аспектів культури архіпелагу. Культурний центр Вануату є парасольковою організацією, до складу якої входять:
- Національний музей Вануату
- Національна кіностудія Вануату
- Обстеження культурних та історичних пам'яток Вануату
- Національний архів
- Національна бібліотека
- Публічна бібліотека
- Відділ польових робітників
- Культурний центр Тафеа (Ленакель, Танна)
- Культурний центр Малекула
- VKS E-Press

Його метою є запис і популяризація традиційних культур корінних народів Вануату в їхніх різних аспектах — від малювання на піску до музики, підводного плавання, інших "звичаєвих практик" і "знань корінних народів", а також "сучасного мистецтва і музики".
Серед його проєктів — проєкт зі збору усних традицій, розпочатий у 1976 році, який був описаний як "без сумніву, найуспішніша програма низової культурної документації в Тихоокеанському регіоні".
Центр виробляє радіопрограми та відеоролики, спрямовані на популяризацію, збереження та відродження культури. Станом на 1996 рік колекція центру містила "приблизно 2500 годин аудіозаписів, 2300 годин відеозаписів, 23 години 16-міліметрової плівки, 30 годин 8-міліметрової плівки, 3000 ранніх (до 1950-х років) чорно-білих фотографій і близько 4000 кольорових слайдів, кольорових негативів і чорно-білих негативів". Доступ до деяких з цих матеріалів обмежений, оскільки вони є табуйованими. До деяких матеріалів можуть мати доступ лише чоловіки, до деяких — лише жінки, а до деяких — лише члени певних корінних культурних груп.